# Les Cabannes (Ariège)
Les Cabannes é uma comuna francesa na região administrativa de Occitânia, no departamento de Ariège.